# Nyang'oro
Nyang'oro è una circoscrizione rurale (rural ward) della Tanzania situata nel distretto rurale di Iringa, regione di Iringa. Conta una popolazione di 9 810 abitanti (censimento 2012).